# Mil Mi-10
El Mil Mi-10 (en ruso: Ми-10, designación OTAN: Harke) es un helicóptero de transporte militar de configuración grúa volante desarrollado en la Unión Soviética en 1962 a partir del Mil Mi-6. Entró en servicio en 1963. También conocido como "Producto 60" por la fábrica de helicópteros Rostov del Don.
Fue fabricado en la versión de patas cortas Mi-10K, y en la de patas largas Mi-10R. Es propulsado por dos motores turboeje de 5.500 CV Soloviev D-25. El Mi-10 usa un sistema de cámaras de circuito cerrado que enfoca hacia adelante desde debajo del fuselaje trasero y que se extiende hacia abajo a través de la compuerta de la eslinga para ver la carga y el tren de aterrizaje.

## Diseño y desarrollo

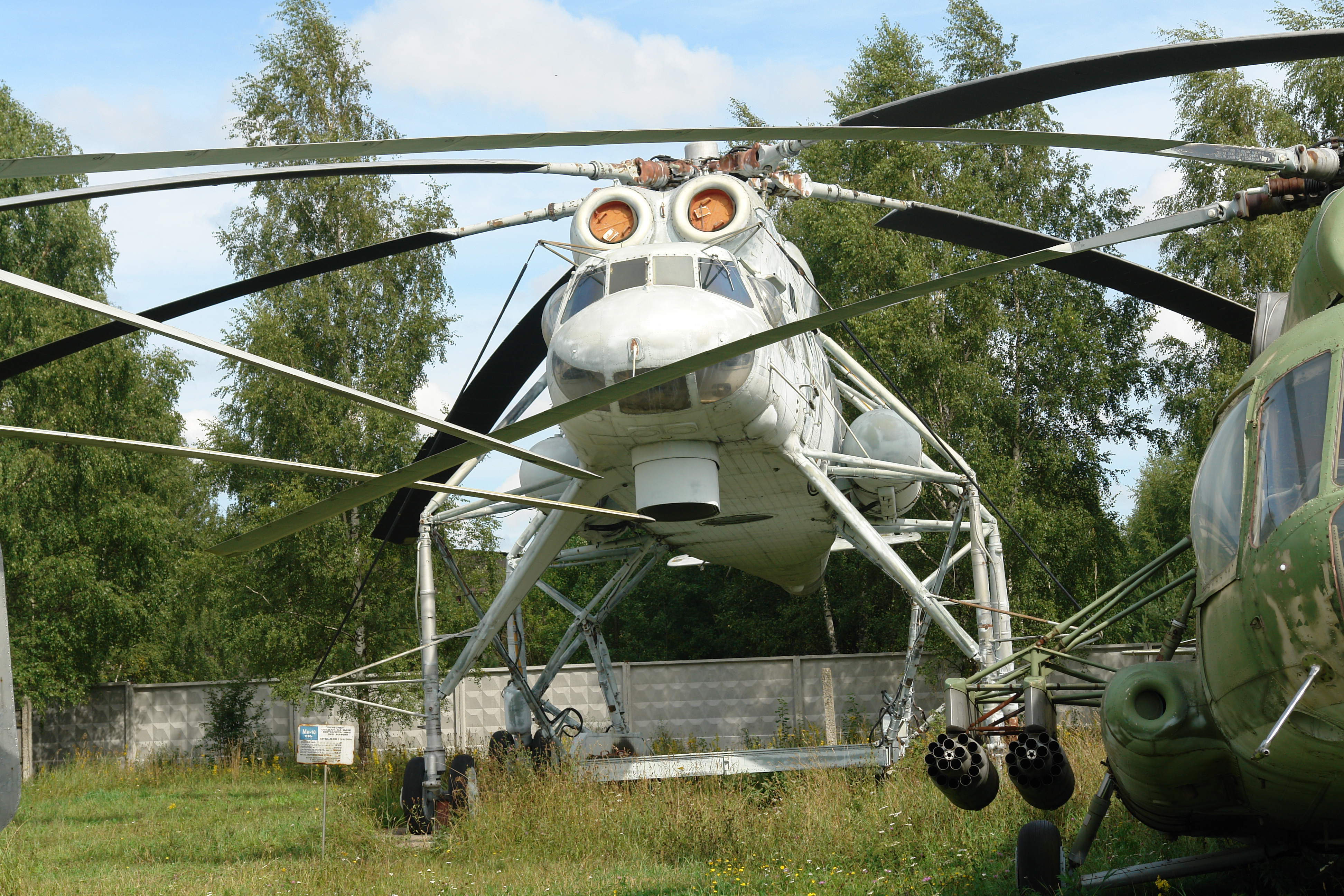
Mi-10R en un museo.

El prototipo V-10 era un desarrollo del helicóptero pesado Mi-6 optimizado para trabajos de grúa aérea. Conservaba básicamente el mismo rotor, la transmisión y la planta motriz, pero tenía un fuselaje más esbelto, similar al de un avión convencional, por lo que parecía falsamente, mucho más largo que su predecesor. Estaba dotado de un tren de aterrizaje zancudo de ancha vía para que el helicóptero pudiese deplazarse sobre una abultada carga transportada exteriormente y dado que se preveía su utilización principalmente en alzamiento de cargas pesadas, se le retiraron las alas embrionarias del Mi-6. Con primer vuelo en 1960, el V-10 entró en producción como Mil Mi-10, recibiendo el apodo de "Harke" en el código de la OTAN. En 1964 sería sustituido en las líneas de fabricación por una versión desarrollada designada Mi-10K prevista específicamente para el manejo de cargas a la eslinga. El Mi-10K se diferenciaba del Mi-10 por tener un tren de aterrizaje dos metros más corto y porque su cabina está prevista para un piloto y un segundo tripulante acomodado en una góndola bajo la proa con un asiento mirando hacia atrás y mandos completos para el helicóptero y el sistema de carga. La cabina principal puede ser utilizada para carga y/o pasajeros, estos últimos pueden ser en total 28 en asientos plegables algo austeros. La construcción de ambas versiones había totalizado 55 ejemplares al finalizar la fabricación en 1971; se informó que la línea de montaje se reabrió en 1977.

## Operadores

### Operadores militares
Unión Soviética
- Fuerza Aérea Soviética
- Ejército Soviético

### Operadores civiles
Rusia
- UTair (7)

### Antiguos operadores civiles
Unión Soviética
- Aeroflot

 Rusia
- Komiavia

## Especificaciones técnicas

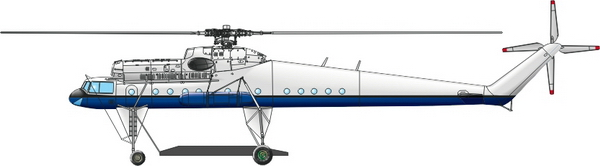
Mi-10R.

### Características generales (Mi-10K)
- Tipo: helicóptero pesado/grúa volante
- Tripulación: tres
- Capacidad: hasta un máximo de 15 t de carga
- Longitud: 32,83 m
- Diámetro de rotor: 35 m
- Altura: 7,8 m
- Disco: 962,11 m²
- Peso vacío: 24,68 t
- Peso cargado: 43,55 t
- Peso máximo de despegue: 43,7 t
- Motor: 2 × Soloviev D-25 V turboejes, 5.500 cv unitarios 4,048 kW (6,497 env Más)

### Rendimiento
- Velocidad máxima: 202 km/h (128 mph)
- Alcance: 650 km (406 millas)
- Techo de vuelo: 3.000 m (9.840 pies)
- Disco de carga: 45 kg/m²
- Potencia/masa: 0,18 kW/kg de (0,11 CV/libra)

### Desarrollos relacionados
- Mil Mi-6

### Aeronaves similares
- CH-54 Tarhe / S-64 Skycrane
- CH-47 Chinook